# 418419 Lacanto
418419 Lacanto este o planetă minoră (asteroid), cu un diametru de 4,351 km, din centura de asteroizi. A fost descoperită pe 28 iunie 2008 la Vicques⁠(d) de Michel Ory⁠(d). 
Obiectul prezintă o orbită caracterizată de o semiaxă mare de 2,8559208300083 UAi, o excentricitate de 0,11201708235828, o înclinație de 15,771567233337 ° în raport cu ecliptica.